# Kleiner Solstein
Der Kleine Solstein ist ein 2637 m ü. A. hoher Berg in der Nordkette im Karwendel in Tirol. Trotz seines Namens überragt er den westlich benachbarten Großen Solstein (2541 m ü. A.) um fast 100 Meter und ist damit der höchste Gipfel der Nordkette. Die zum Inntal weisende Südseite des Kleinen Solsteins ist von Schrofen und steilen Karen geprägt, nach Norden hin stürzt er in einer bis zu 600 Meter hohen Wandflucht in Richtung Großkristental, das vom Gleirschtal in südwestlicher Richtung zum Erlsattel verläuft, ab. 

## Anstiege
Der Normalweg auf den Kleinen Solstein führt von dem zwischen Großem und Kleinem Solstein gelegenen Sattel, zuerst eine kleine Felsrippe querend, dann über Schrofen von Süden zum flachen Gipfelgrat ansteigend als markierter Steig zum Gipfel. Der Weg zum Sattel zwischen den Gipfeln ist entweder über das Solsteinhaus und den Großen Solstein oder auf zwei Steigen von Süden von der Neuen Magdeburger Hütte aus erreichbar. 
Der Übergang von der östlich gelegenen Hohen Warte vom Gamswartsattel hat die Schwierigkeit UIAA III- und führt direkt über den anfangs extrem scharfen Ostgrat. Durch die Nordwand führen mehrere schwierige Kletterrouten.

## Bilder

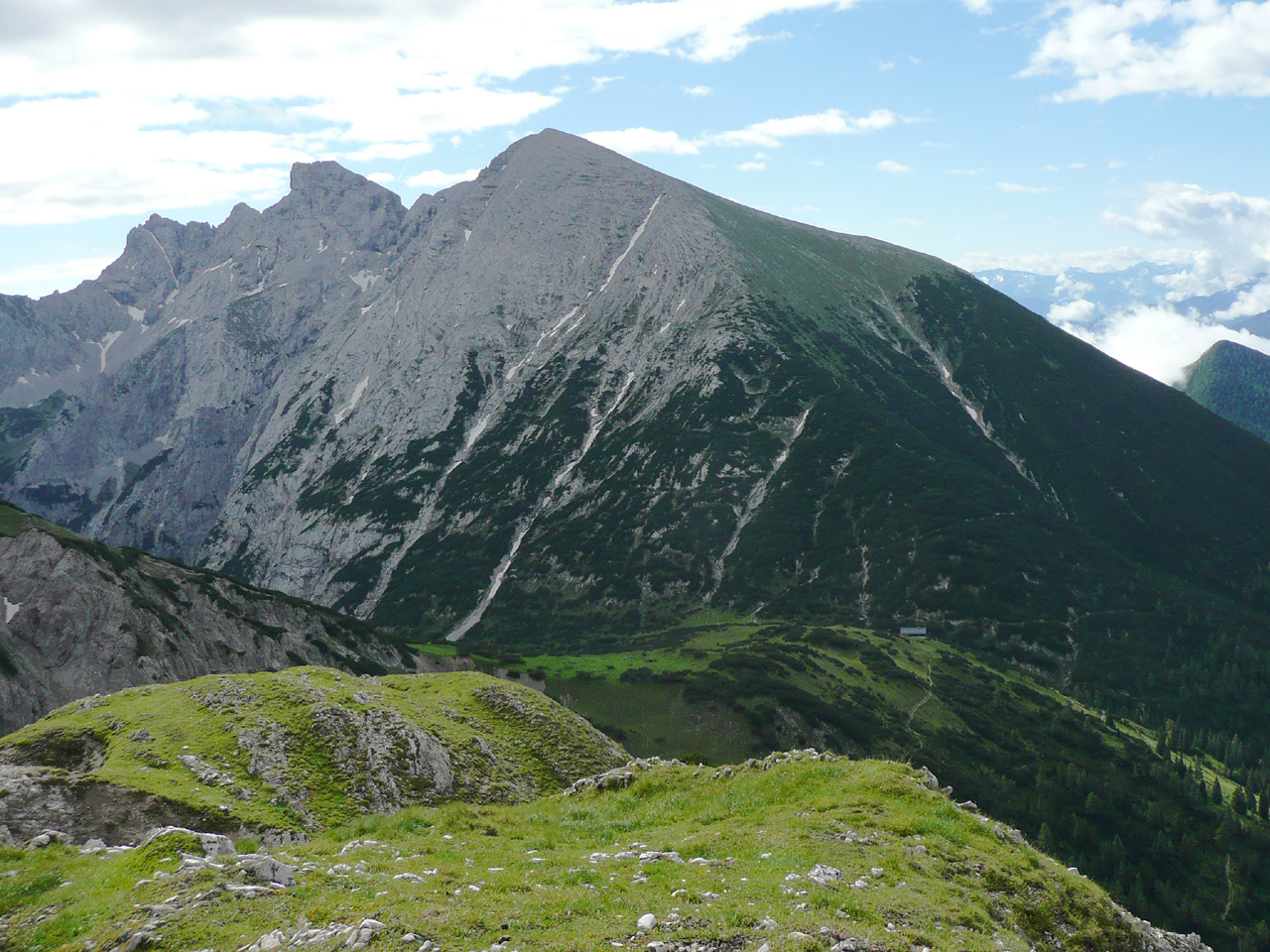
Kleiner (links) und Großer (rechts) Solstein mit Solsteinhaus von NW
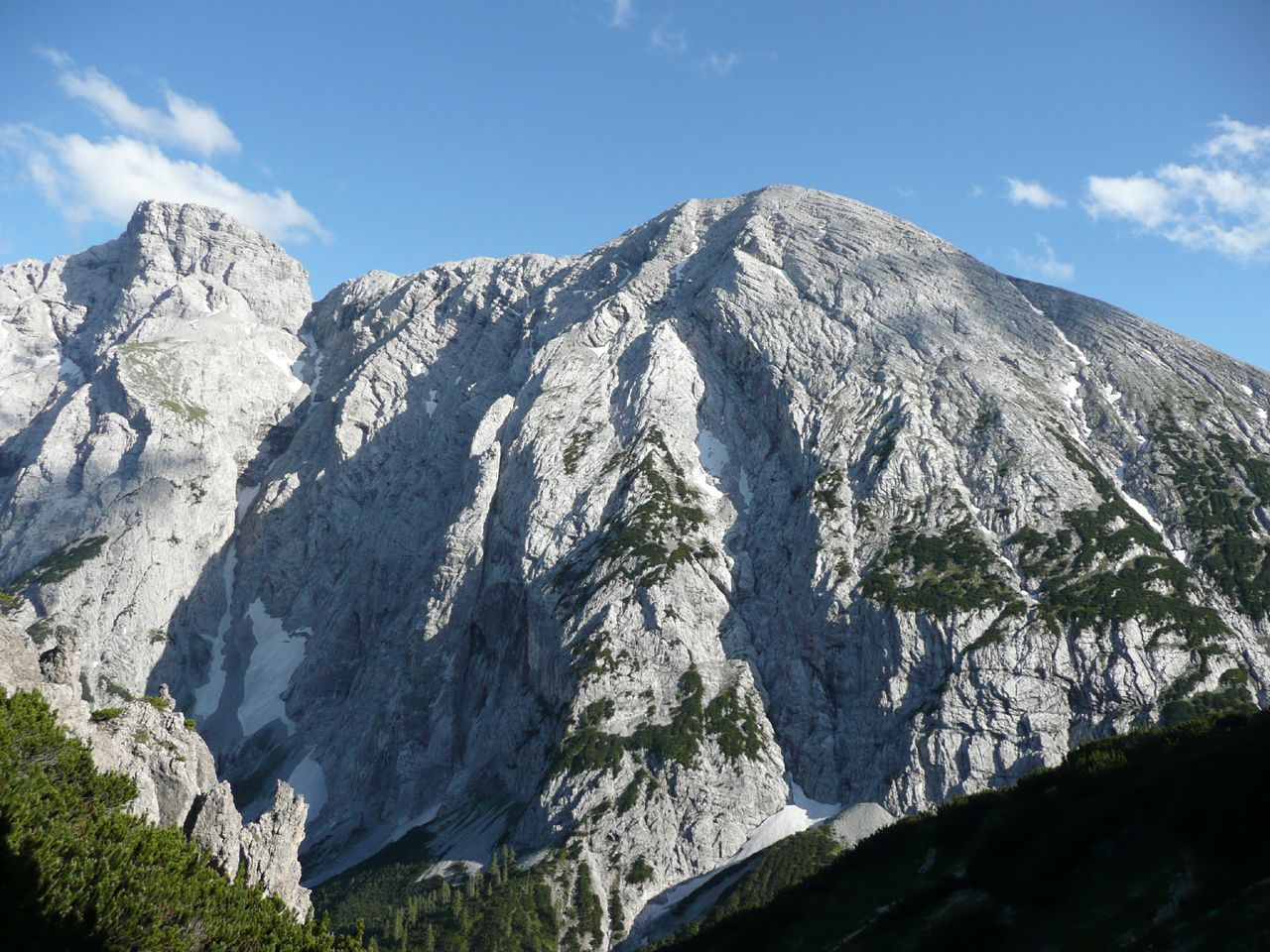
Kleiner (links) und Großer (rechts) Solstein von N
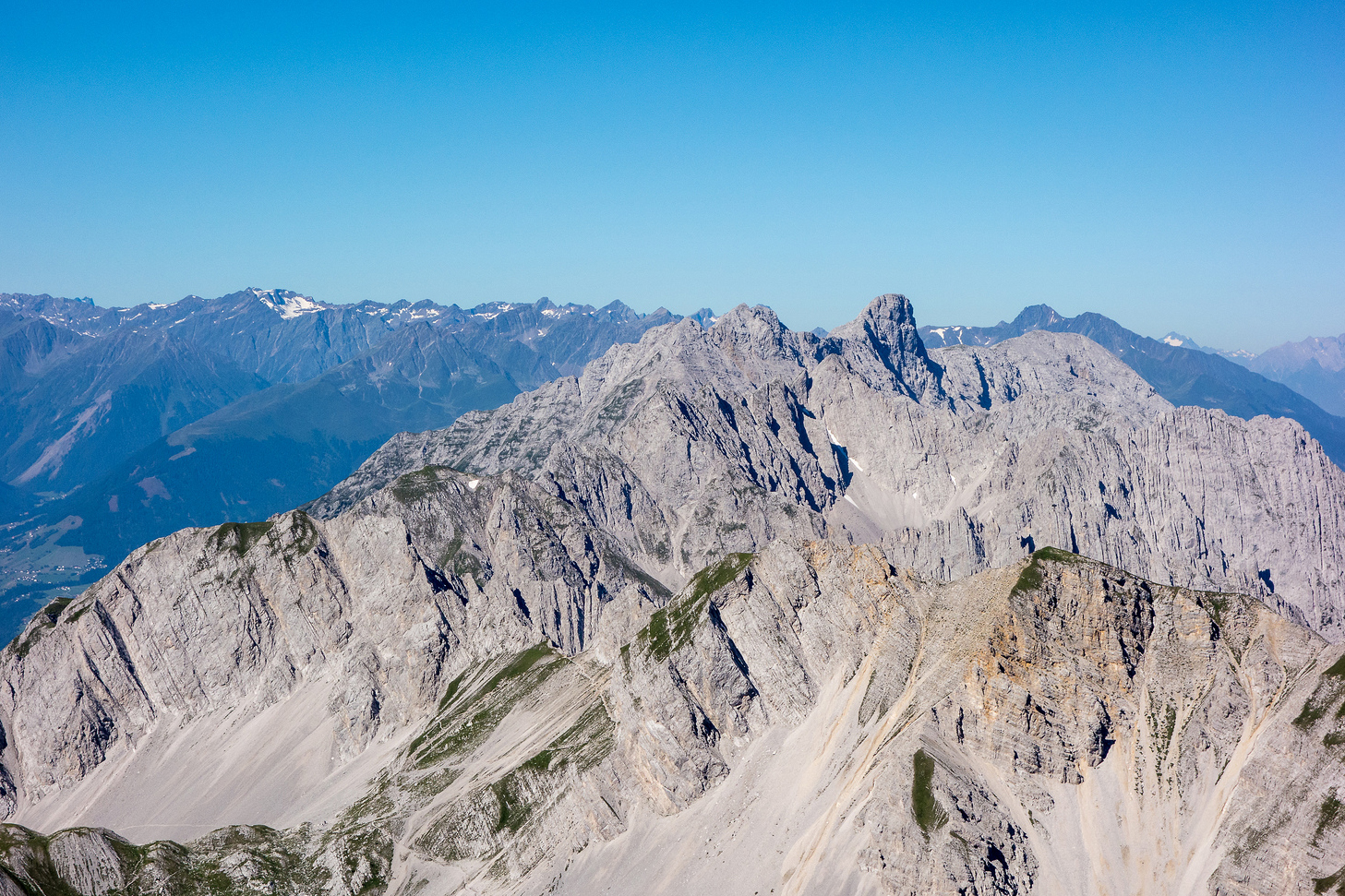
Blick auf die Nordkette von der Stempeljochspitze, der Kleine Solstein ragt prominent auf